# 東光寺 (下関市)
東光寺（とうこうじ）は、山口県下関市豊前田町にある寺院。正治元年（1199年）、文覚上人の開基と伝えられる。本尊の薬師如来像は聖徳太子の作と伝えられている。

## 歴史
豊前田町にあり。はじめは薬師堂として、新地町にあって真言宗。のち時宗になり、さらに貞享3年（1686年）禅宗に改まり、宝永元年（1704年）東光寺と称した。
寺伝によれば、正治元年（1199年）高雄の文覚上人が開基した。江戸時代は萩藩歴代の遥拝所であったが、享保5年（1720年）現在地に移転したという。